# 清扬桥
31°34′03″N 120°17′51″E / 31.56747°N 120.29746°E

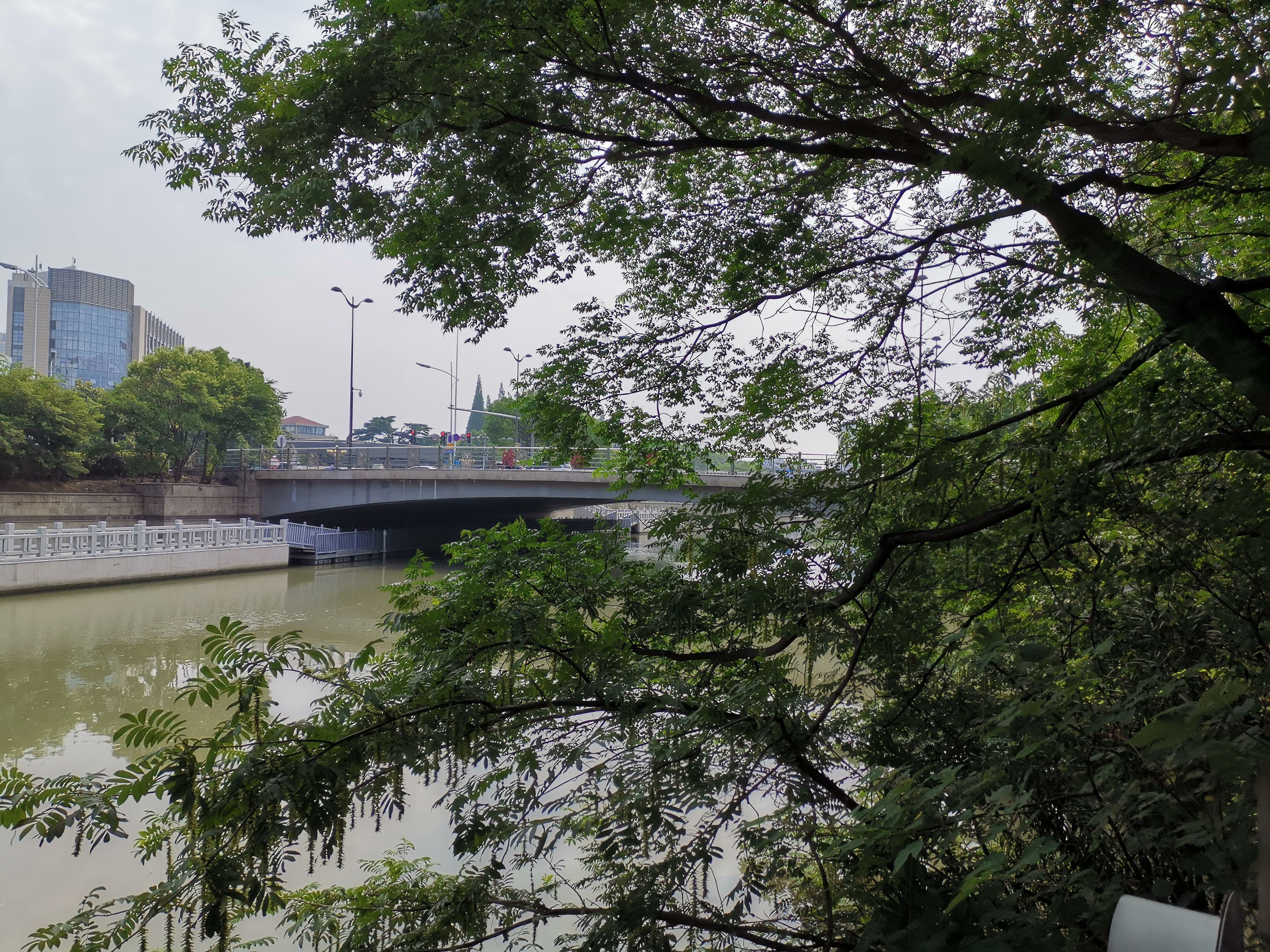
从无锡体育公园观清扬桥

清扬桥，原名文化宫桥，是位于中华人民共和国江苏省无锡市梁溪区的一座大桥，跨京杭大运河支流、无锡环城河。

## 特点
1952年，无锡县建立文化宫桥，解放南路与清扬路的交叉道上，原为木桥。1964年，改建为钢筋混凝土拱形桥。后因拓宽清扬路北段。2003年，重建并改名清扬桥。